# 第二次布尔战争
第二次布尔战争（英語：Second Boer War；1899年10月11日－1902年5月31日），又称第二次自由战争、布尔战争（英語：Boer War）、德兰士瓦战争（英語：Transvaal War）、英布战争（英語：Anglo–Boer War）、南非战争（英語：South African War），是一场英国与川斯瓦共和國和奥兰治自由邦之间的战争。

## 战争的起因
有关布尔人国家的早期历史参见第一次布尔战争。

### 德兰士瓦与英国的关系恶化
1884年，探矿专家在德兰士瓦共和国的比勒陀利亚和法爾河之间的一个偏僻牧场上，发现了世界上规模最大的威特沃特斯兰德金矿（简称兰德金矿，Rand）。随后在这座金矿上建立了约翰内斯堡。来自金矿的利润和税收使德兰士瓦共和国的经济得到飞速发展，同时也加剧了与英国的摩擦。
1890年，德兰士瓦政府宣布定居在约翰内斯堡的外国侨民要缴纳全额的赋税，但不得享受参加总统和立法会（Volksraad）选举的权利，除非在德兰士瓦住满14年并归化国籍。此外，所有的外侨都不能担任政府公职，其子女不能上政府资助的学校。这一法律遭到了英国的抗议，因为德兰士瓦的外侨大多是英国人。德兰士瓦同英属南非殖民地之间的贸易战和关税壁垒、德兰士瓦对国内英资矿业公司的高额税收和经济限制，是19世纪晚期德兰士瓦同英国之间关系紧张恶化的三大主要原因。

### 詹姆森远征
1895年，约瑟夫·张伯伦成为英国殖民地事務大臣，矿业巨头塞西尔·罗得斯就任英属开普殖民地总理。该年12月28日，罗得斯的好友，南非矿业公司的高级职员詹姆森博士（Dr. Jameson）带领500名南非公司的警察及几挺机关枪，企图远征德兰士瓦，推翻德兰士瓦的保罗·克留格爾政权。1896年1月2日，詹姆森武装在庫格斯多普被南非警察部队包围，除134人被击毙外，其余的人，包括詹姆森在内全部被俘虏。在约翰内斯堡准备发动暴乱的“外侨改革委员会”连忙举事，但也被南非警察镇压。詹姆森及其同伙被移交给英国，以“企图对友邦进行军事远征”的罪名判处15个月监禁。约翰内斯堡“外侨改革委员会”的首领被德兰士瓦法庭判处死刑，后来在英国的强烈抗议下，被改为15年监禁，每人罚款两万五千英镑。
詹姆森远征之后，德皇威廉二世向德兰士瓦总统保罗·克留格爾拍发了一封著名的电报，表示祝贺，该电报恶化了英德关系，同时使英国下决心以武力解决与德兰士瓦的争端。
1899年4月，英属开普殖民地总理阿尔弗雷德·米尔纳爵士授意德兰士瓦的英国侨民给维多利亚女王写了一封申冤书，请求她保护英国臣民的利益。该年6月，米尔纳和克留格爾在布隆方丹就保护外侨权益问题进行了最后一次谈判。英方在谈判的同时，抓紧时间从海外向南非调遣军队。西方世界在1899年发起了同情和声援布尔共和国的运动。荷兰和比利时组建了众多的民间团体，征募捐款，发表文章，建立基金会，向德兰士瓦捐赠战时流动医院和医疗设备。来自荷、比、德、法、美、俄、爱尔兰、意大利以及斯堪的纳维亚国家的上千名志愿者纷纷远渡重洋来到德兰士瓦，准备同布尔人并肩作战。
1899年9月，克留格爾告诉米尔纳，可以考虑把外侨得到德兰士瓦公民权的居留期限从14年减少为5年，但是要求英国今后停止对德兰士瓦共和国提出宗主权的要求。受国内舆论的影响，英国国会在给克留格爾的答复中说：“……女王陛下政府认为南非共和国政府的答复是消极的，或者是非决定性的……女王陛下政府保留对目前形势予以重新考虑，并采取相应的最后解决手段的权利。”
为了给德兰士瓦增加军事压力，英国从印度和地中海各自调派了两千人增援纳塔尔殖民地。1899年10月9日，德兰士瓦政府向英国发出最后通牒，要求英国停止向南非增兵，撤退6月1日以后到达南非的一切军队，将一切争议问题付诸外交仲裁，限48小时答复。10月10日，张伯伦命令米尔纳对南非提出的条件予以拒绝。1899年10月11日下午五点整，德兰士瓦共和国和奥兰治自由邦共和国联邦议会向英国宣战，第二次英布战争爆发。

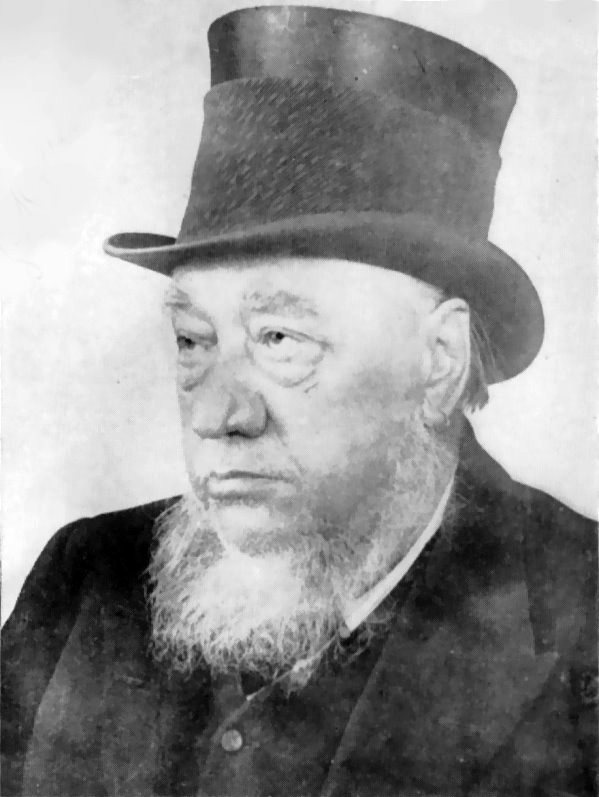
南非川斯瓦共和國（Transvaal）的领袖保罗·克留格爾。

## 第一阶段：布尔人的进攻
布尔人的战争计划是，在英国援军到达南非之前，集中优势兵力，分为两路，一路向东进攻纳塔尔，分割并包围两个主要的英军据点——莱迪史密斯（Ladysmith）和邓迪（Dundee），并占领德班港，获得出海口；另外一路向西南，占领西开普铁路线上英军主力驻扎的两个战略要地——梅富根和金伯利。同时，在开普殖民地煽动布尔人暴乱，牵制英军兵力，尤其是破坏东西两条开普铁路的运输，阻止增援的英军利用铁路向北挺进。此外，为了防备非洲土著趁开战之机进攻布尔人，由普林斯洛将军（Antonie Princloo）率重兵驻守远离前线的象河流域，防备佩迪人的暴动，800－1000人的民团驻守斯威士兰边境，1000人的民团驻守卡利登河谷的巴苏陀边界。

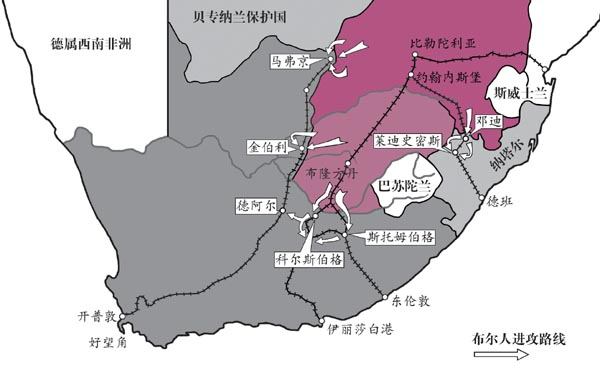
布尔战争战役地图

### 塔拉纳山战役
1899年10月12日，由德兰士瓦军队和奥兰治武装部队组成的布尔联军向东开拔。布军总司令皮埃特·茹贝尔将军率领主力部队，从东奥兰治翻越龍山山脈，进入纳塔尔殖民地，直扑纳塔尔英军主力所在地莱迪史密斯。10月20日清晨，追击的布军在塔拉纳山（Talana Hill）同驻扎在这里保卫莱迪史密斯外围防线的一旅英军发生了战斗。布军指挥官梅厄将军（Lucas Meyer）利用有利的地势和晨雾的掩护对英军发动了突然袭击。英军损失465人，布军损失145人。

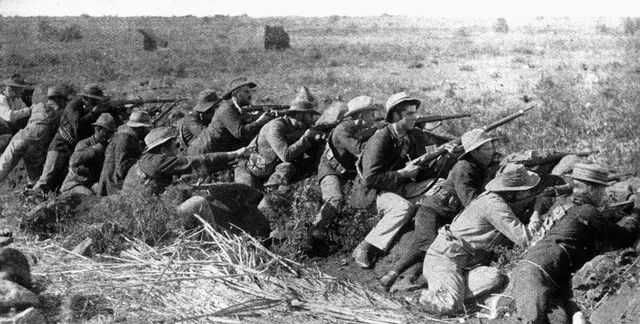
梅富根城，1899年

另一支布军由有“西德兰士瓦之狮”之称的德拉瑞将军指挥，在10月11日进入英属贝专纳兰境内，切断了西开普铁路干线，从而阻隔了开普地区与罗得西亚间的联系。德拉瑞将部队分为两路，一路由克龙耶将军（Piet Cronje）指挥，包围梅富根，另一路（主要是奥兰治人）由路易·博塔指挥，包围了钻石重镇金伯利。
第三支布军渡奥兰治河南下，吸收了英属开普殖民地的小股布尔人武装，在开普东北地区活动，威胁东西开普铁路线。英军不得不对奥兰治河铁路大桥严密防守，提防布尔人的炸桥企图。西开普铁路线上最重要的铁路枢纽站和军用物资集散地德阿尔（De Aar）也遭到了布尔人的骚扰。为了保护东西开普铁路的正常通行，英国人不得不把4.7英寸的海军炮安装在列车上，在其掩护下慢慢推进，一小段一小段地修复铁路。

### 莱迪史密斯会战

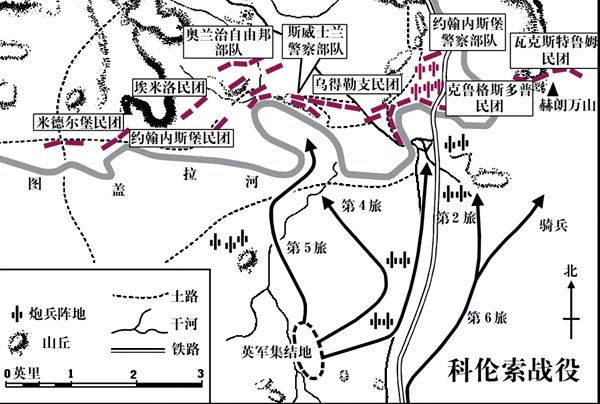
科伦索战役示意图

1899年10月30日（后来被英军称为“悲哀的星期一”），莱迪史密斯的四千英军在乔治·怀特中将（Sir George White）的指挥下向布军发动反攻，在尼科尔森峡谷（Nicholson's Nek）同茹贝尔指挥的布军主力遭遇，英军战败，损失1272人，餘部退回莱迪史密斯，旋即被包围。由于莱迪史密斯防守严密，茹贝尔几次攻城不克，于是派出斥候部队深入英军腹地，前至到埃斯特考特（Estcourt）一线，侦察可以用来进行固守的地点。其余的主力部队则在莱迪史密斯周围扎营休整，等待英军海外兵团的到来。
10月底，由英国援军（南非远征军）总司令、曾经在爱尔兰镇压过当地起义的雷德弗斯·布勒上将（Sir Redvers Buller）率领的两万英国部队终于到达开普敦。从11月中旬开始，布勒指挥的英军在东、中、西三条战线上向布军发动反攻：梅休因中将（Lord Paul Methuen）在西线解金伯利之围，弗兰奇中将在中线进攻奥兰治自由邦，布勒将军率领主力部队在东线解莱迪史密斯之围。
布勒上将于12月15日清晨在莱迪斯史密斯西南的小车站科伦索（Colenso）对那里的布军发动进攻，企图强渡图盖拉河（Tugela River），前往莱迪史密斯。布勒指挥的兵力包括英军第二、第四、第五、第六旅，共计16000人，此外还有四个轻骑兵团、由殖民地骑兵组成的三个枪骑兵中队。炮兵则有5个炮兵连，30门大炮，此外还有16门海军的12磅炮和4.7英寸炮。包括骑兵和炮兵在内，布勒的总兵力为22000人。投入科伦索之战的布尔军队包括来自约翰内斯堡、海德堡、庫格斯多普、弗赖黑德、乌得勒支等八个地区的民团，奥兰治自由邦的部队，还有约翰内斯堡和斯威士兰的白人警察部队，共计3500人。此外还有一门120毫米德制克虏伯榴弹炮，1门75毫米克虏伯野战炮，2门75毫米法制什耐德-克鲁索加农炮，1门37毫米马克西姆速射炮（Pom Pom）。由于布军事先隐蔽了炮兵阵地，以及英军统帅的指挥失误导致兵力分散和战术死板，英军在此次战役中遭到惨重失败，阵亡1139人，失踪250人，丢失10门大炮。布尔军队仅仅阵亡8人，伤30人。
在莱迪史密斯会战的同一时期里，英军在西线的金伯利和中线的斯托姆贝格也遭到失败，损失2800多人，在英国陆军史上被称为“黑暗的一星期”。布勒上将因为兵败，引咎辞去英国远征军总司令的职位。

## 第二阶段：占领德兰士瓦
1899年12月17日，罗伯茨勋爵（Lord Frederick Roberts）被英国首相索尔兹伯里勋爵任命为南非远征军总司令，基奇纳勋爵为参谋长。由于遭到失利，好战情绪在英国国民中高涨，索尔兹伯里内阁“将战争进行到底”的政策得到支持。
1900年1月10日，罗伯茨和基钦纳抵达开普敦。他们带来了本土的第七军、来自澳大利亚、新西兰和加拿大的增援部队，以及驻印度和锡兰的三个骑兵分队。到1900年1月，南非战场上的英军增至18万，3月再增至22—25万人，居于绝对优势。此外，还有几千匹军马从英国和澳大利亚运抵南非，增加了英军的机动性。
1900年2月，在权衡了战场局势之后，罗伯茨改变了战略，将主攻方向从纳塔尔西移到中路兵力较弱的奥兰治地区，同时改变刻板的正面强攻战术，采取迂回夹击的策略。西线方向，英军击败布军最凶猛的“黑将军”皮埃特·克龙耶指挥的民团，于2月16日解放被围困数月之久的金伯利。东线英军于2月27日发动攻势，3月3日在多得雷赫特（Dordrecht）打败了布尔人，终于得以解莱迪斯史密斯之围。
消灭了最强悍的克龙耶对其左翼的威胁之后，罗伯茨将主攻兵力转回奥兰治，稳步向北挺进。由于吸取了第一阶段失败的教训，英军改变了战术。在遭到布军伏击时步兵部队不再保持队形，而是就近挖掘战壕，掩护骑兵对布军阵地发动冲锋。在这种战术下，布军在白杨树林（Poplar Grove）、亚伯拉罕牛栏（Abrahams Kraal）等地的阻击接连失败。3月10日，英军第六师和第七师在亚伯拉罕牛栏击败了布军装备最精良的约翰内斯堡警察部队。3月12日，奥兰治自由邦总统马蒂乌斯·斯泰因带领政府和国会官员逃出首都布隆方丹，逃往北方的克龙斯塔德（Kroonstad）。3月13日下午，英军开入布隆方丹。3月中下旬，英军部队伤寒流行，罗伯茨不得不下令就地休整，英军的攻势被迫中断。3月26日，布军总司令茹贝尔在柳树农庄（Willow Grange）之战中再次坠马重伤，次日宣告不治。根据他的遗愿，擅长游击战的路易·博塔继任布尔野战部队总司令。
1900年4月底，又有一大批英国援军开到南非。经过兵力调整，在主攻方向上，罗伯茨有八个步兵师（第3、6、7、8、9、10、11师、殖民地师）和第12骑兵师。英军在5月初重新发动进攻。5月12日，罗伯茨的大军攻克奥兰治自由邦的新首都克龙斯塔德。由于接连遭到失败，布尔人的士气一落千丈。在罗伯茨的宽大许诺下，许多在英军后方活动的民团团员纷纷向英国人投降，交出武器，然后返回自己的农场。到5月中旬，仍在战斗的布尔人只剩下了两万多人。
1900年5月24日，米尔纳勋爵在布隆方丹宣布英国兼并奥兰治自由邦。吞并奥兰治之后，英军加紧向德兰士瓦进攻。5月29日，弗兰奇将军指挥澳大利亚骑兵部队，在约翰内斯堡南郊的克利普河击败了最后一支防御部队。5月30日，克留格爾总统乘坐火车离开首都比勒陀利亚。5月31日，罗伯茨进入约翰内斯堡，6月5日清晨开进比勒陀利亚。
1900年9月1日，罗伯茨宣布英国兼并德兰士瓦，并宣称战争结束。9月11日，克留格爾总统得到流亡的德兰士瓦政府授权，抵达葡属莫桑比克首府洛伦索马贵斯，10月19日，克留格爾乘坐荷兰女王威廉明娜派来的巡洋舰格尔德兰号（De Gelderland）前往欧洲求援。

## 第三阶段：游击战
攻占比勒陀利亚之后，罗伯茨的4万部队在原地休整。但英军从开普敦到比勒陀利亚的漫长补给线受到了仍在抵抗的布尔人的袭击。此时德兰士瓦和奥兰治的主要城市和铁路线已经被全部占领，布军开始转入游击战。在约翰内斯堡和比勒陀利亚两地，英军还挫败了多起布尔人的暴动企图。
罗伯茨将军于1900年11月29日离开比勒陀利亚，回国接任英军总司令的职务。他将南非军队的指挥权交给基钦纳勋爵，伊安·汉密尔顿勋爵（Lord Ian Hamilton）接任参谋长。
退出城市的布尔军队此时已经化整为零，组成多股游击队。布尔人的游击队在德韦特、德拉瑞、博塔、扬·史末资和詹姆斯·赫尔佐格（James Hertzog）等人的领导下，发挥野战骑射之长，袭击英军交通线，掠取英军给养，歼灭小股英军。1900年12月至1901年4月，布尔游击队在博塔和德韦特的指挥下深入英属开普殖民地作战。1901年4月到9月的冬季战役中，布军游击队对德兰士瓦和奥兰治的英军发动多次偷袭，并屡屡得手，俘获大量军火、给养和大炮。1901年9月至1902年5月，史末资和赫尔佐格再次进入开普殖民地。他们率领5000名骑兵，分成若干小股游击队，奔袭千里，深入英军大后方，一直推进到大西洋沿岸和开普敦近郊，迫使英国在开普地区宣布戒严。
为了早日结束战争，从1901年3月开始，基钦纳采取碉堡战术、焦土政策和设置集中营来对付布尔人的游击队。在布尔游击队活动的地区，英军架设铁丝网，将布尔共和国分割成若干绥靖区域，进行分区扫荡。铁丝网的总长度达6000公里。绥靖区内每隔1至2公里设一座木板碉堡，派士兵驻守，凡是有人走近碉堡射程，一律射杀。共设置了八千多座碉堡。在这些绥靖地区内，凡发现布尔农场主帮助游击队，则周围10英里内的农场、房舍一律烧毁。此外，基钦纳还一改以往对战俘的宽大政策，投降、被俘的游击队成员，以及参加过游击队的成年男性公民，一律流放到遥远的印度、锡兰和百慕大战俘营。在开普殖民地和纳塔尔殖民地，凡有响应“拿起武器”的号召的荷裔英国公民，一旦被俘皆判处死刑。

### 集中营

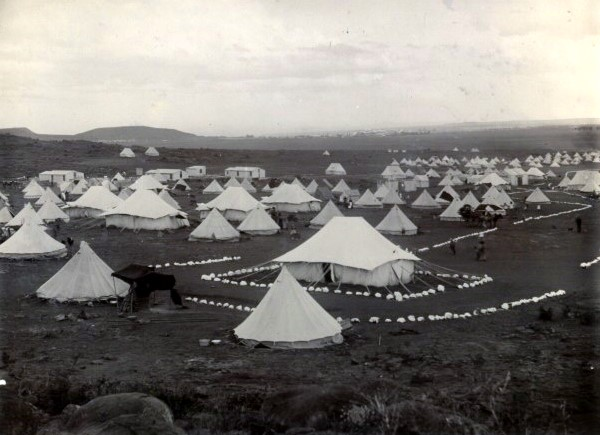
在布隆方丹集中营里的帐篷。

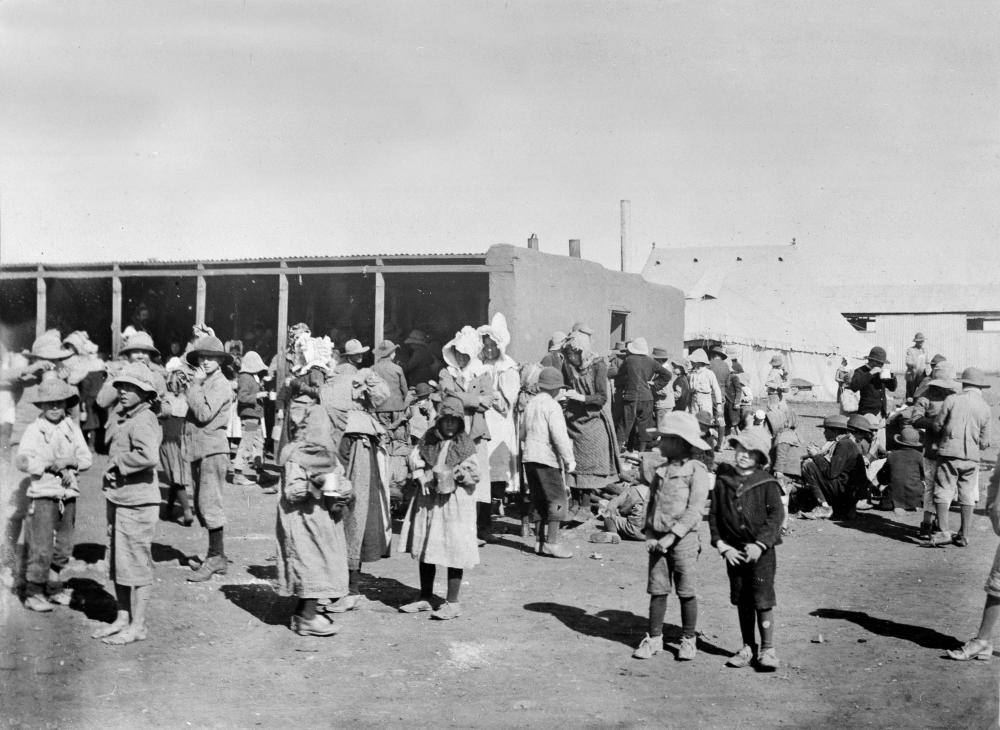
在集中营中的布尔人妇女儿童。

为了彻底消灭游击队的活动基础，基钦纳下令先后将13.6万名布尔人妇女，儿童和老人以及8万多黑人仆役统统从被焚毁的农场上抓走，用敞蓬货车或牛车运到一起，关进集中营。
南非的集中营首创于1900年9月，起初是收容那些家园被焚毁的布尔军人家属的难民营，基钦纳在1901年将其改造为关押所有布尔平民的集中营。南非境内的集中营有50多座，分布在开普、德兰士瓦、奥兰治和纳塔尔的铁路线两侧，以及约翰内斯堡、布隆方丹、德班等大城市近郊。集中营内实行严格而苛刻的配给制度。每人每天0.75磅澱粉（約340克，可能是玉米粉、麵粉、白米或馬鈴薯），一盎司咖啡（約28.35克），两盎司砂糖，半盎司食盐，每周一磅肉（若是游击队亲属，就算是妇女、儿童亦不給肉）。婴儿和六岁以下的儿童每天可以领到四分之一夸脱的牛奶。黑人集中营的情况更糟，但是他们可以得到黑人亲友的接济，也可以在宣誓效忠英国后被释放。集中营的四周环绕铁丝网，凡有试图翻越逃跑者一律射杀。集中营内人口密度极高，营养不良，帐篷、毯子、衣服和药物奇缺，瘟疫流行，死亡率极高，奥兰治地区白人集中营的死亡率在1901年10月曾高达40.1%。

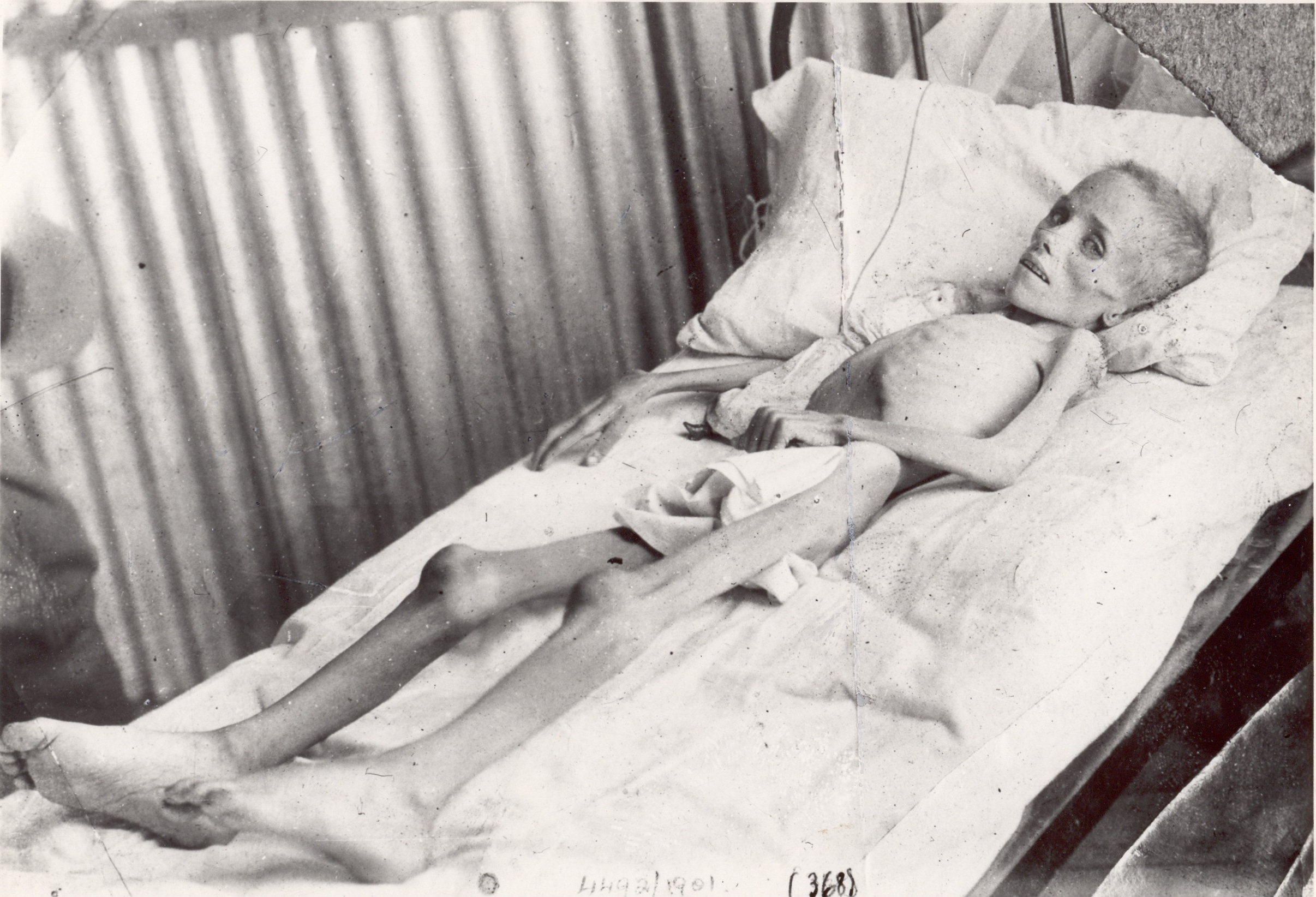
在英国集中营里，被埃米莉·霍布豪斯访问的布尔难民儿童利齐·范·齐尔。

集中营的高死亡率严重动摇了布尔人的士气，同时也使英国人的形象在全世界面前一落千丈。英国妇女埃米莉·霍布豪斯为集中营的状况所震惊，向国内提交了一份长达15页的报告，描述了集中营内的惨状。霍布豪斯小姐被英国政府宣布为“祖国的敌人”，立即逮捕并驱逐出境。但是她回欧洲后坚持斗争，得到了广泛的支持。在野的自由党以青年的威尔士民族主义者大卫·劳合-乔治为首，猛烈抨击保守党和陆军的野蛮政策。瑞士、德国、荷兰、法国、美国派出了视察人员，欧美各国向集中营内的平民捐赠了大量物资。在国际和国内舆论的强大压力下，英国国会不得不派出调查团前往南非。在对基钦纳和集中营官员进行了严厉的批评后，集中营的配给和医疗条件方得以改善，死亡率迅速跌落到2%。
整个布尔战争期间，死在集中营内的布尔平民共有27927人，其中包括1676名老人，4177名妇女和22074名儿童。

## 停战
布尔战争旷日持久，双方精疲力尽，欧洲各国对英国的抨击和指责也日益激烈。1901年2月，基钦纳已经开始和路易·博塔进行秘密谈判。
到1902年5月为止，英军已经在南非靡耗两亿两千万英镑軍費，戰死两万一千多人。布尔人的作战能力也在迅速下降，兵力从最高时期的88000人减少到22000人，由于得不到补给，民团士兵营养不良、衣衫褴褛，士气沮丧。他们的粮秣弹药已经耗尽，只能依赖战利品为生。
1902年，英布双方开始正式举行和谈。谈判的关键，一是布尔人的独立问题，二是对待非洲人问题（核心是非洲人的选举权）。关于第二个问题，英国牺牲非洲人的利益，向布尔人靠拢，较快就同布尔人取得了一致意见。1901年3月7日，在由基钦纳公布的米德尔堡建议中，宣布德兰士瓦和奥兰治殖民地中的非洲人在未建立代议制政府之前没有选举权；即使将来给予他们选举权，也应加以限制，以保证白种人享有公正的绝对优势。这实际上就是排除非洲人在上述两地享有选举权。关于第一个问题，双方长期相持不下。英国进行这场战争的目的就是要兼并布尔共和国，因此寸步不让，先后五次坚决拒绝奥兰治总统斯泰因提出的维持独立的要求。布尔人不得不退而求其次，要求掌握独自制订和执行对土著的政策的权力。
1902年5月15日，代表两个布尔共和国、三十二个地方民团和165个游击队的布尔人代表在弗里尼欣（Vereeniging）开会，讨论和战前途。5月27日，米尔纳勋爵来到弗里尼欣，同布尔人代表史末资将军举行会晤。
在会晤中，米尔纳提出了十二条和谈条件。其内容为：
1. 布尔野战部队和武装公民放下武器，缴出其所有或所控制的全部枪炮及战争物资，终止对爱德华七世国王陛下政府继续进行任何抵抗的企图，并承认国王陛下为其合法主权者；
2. 宣誓效忠英王的布尔战俘将立即得到释放；
3. 保证布尔人的人身自由和财产不受侵犯；
4. 除某些违反战争惯例的行为外，实行普遍大赦；
5. 英语为官方语言，但是在学校和法院中可以使用南非荷兰语；
6. 布尔人准许保留枪支用于自卫，但须申请执照；
7. 尽快用民政管理代替德兰士瓦和奥兰治的军事管制；
8. 条件成熟时在南非建立代议制自治制度；
9. 任何为支付战争费用征收的捐税都不强加在新征服的两个地区；
10. 英国协助布尔人重建农场；
11. 向受损失的农场主和布尔公民提供三百万英镑的赔偿；
12. 剥夺布尔军队主要指挥者的公民权，但是不判处他们死刑。

5月30日，60名布尔代表就是否放弃维持独立举行投票，结果以54票对6票决定接受和约中最关键的第一条内容。5月31日，英布双方在弗里尼欣正式签订和约。持续31个月的英布战争宣告结束。
在第二次布尔战争中，英国先后动员了45万军队（英国官方统计数字为448435人），其中25.6万为英国正规军，10.9万为英国志愿军，5.3万为南非英国殖民地军队，3.1万来自加拿大、澳大利亚和新西兰。英国通过海路运到南非的军队前后共计38万，此外还运送了35万匹马、10万匹骡子，134万吨军事装备和其他物资，先后动用了1027艘舰船。参加战争的英国、澳大利亚、新西兰和加拿大部队共有1072名军官和20870名士兵阵亡。
布尔人方面，参加战斗的前后共计8.8万人（南非官方统计数字为87365人），其中德兰士瓦人4.3万，奥兰治人3万，这两个国家全部人口不过44万，所以是几乎全部男性青壮年都上阵作战；此外，还有1.3万开普殖民地的布尔人，以及两千名外国志愿者。到缔结和约时，参战的布尔人共有3700人阵亡，3.1万人被俘虏，2万人缴械投降，1万多人流亡到德属西南非洲的納米比亞和葡屬莫桑比克。

## 战争的影响

### 对南非荷兰人的影响
随着独立的德兰士瓦和奥兰治国家灭亡，南非布尔人全部沦为英国的臣民。经过这次战争，布尔人之间的民族凝聚力进一步加强。居住在南非四个殖民地的布尔人已有60万人。他们具有相同的文化、宗教和语言，英布战争大大促进其民族认同的心理状态的形成，经历了长期演化和认同过程之后终于形成为一个民族，即阿非利卡人。
尽管英国成立了南非联邦，并给予南非荷兰人以平等的政治地位，但是第二次英布战争造成的民族隔阂是影响深远的。虽然一部分上层南非荷兰人如博塔、史末资致力于同英国人的和解，以及两个白人民族之间对黑人和有色人种的合作统治，可是大多数中下阶层的南非荷兰人对集中营记忆犹新，不少人的亲属死在那里，因此对英国人始终怀有深刻的敌意。1914年第一次世界大战爆发后，部分南非荷兰人发动了亲德反英的武装暴动。在第二次世界大战期间，一些南非荷兰人组成了一个极端政治组织，取名为奥瑟瓦·布兰德威格（Ossewa Brandwag），反对南非同英国结盟。

### 對英國的影響
在布尔戰爭之後，英國將南部非洲的殖民地連成一片，控制了通向非洲腹地大湖區的走廊。好望角地區以廣袤的南非內地為依託，成為英屬海外帝國最重要的前哨基地之一。經濟方面，隨著世界上最大的蘭德金礦被英國把持，英國得以控制全球經濟命脈。來自南非的黃金使得倫敦迅速成為全球金融業和黃金交易的中心。
但是，第二次布尔戰爭也標誌著英國的海外擴張史的終結。英國政治家發覺由於近代化戰爭代價高昂，同時保衛大英帝國海外領地和英國本土的做法，在經濟上和戰略上都是不可行的。因此英國不應當再保持孤立政策。布尔戰爭結束之後，英國便開始了全球範圍內的戰略收縮，將部分海外勢力範圍轉託給加、澳、紐等白人自治領，英國本身的戰略重點則轉回歐洲。

### 对战争理论的影响
除了对参战国的直接影响外，布尔战争对现代军事理论和装备技术的发展也影响深远。在这场战争中，许多重要的近现代作战理论初露端倪，或者首次发挥出其重要作用。在布尔战争中，德国总参谋部向德兰士瓦和奥兰治派出了军事顾问，瑞士、荷兰、法国等国也派出军事观察员前往南非。面对英军借助铁路进行的大规模快速兵团调动，以及占压倒优势的大兵团正面作战，德国总参谋部加深了对“总体战”学说的信赖。而瑞士（以及后来的以色列）则根据布尔人“全民皆兵”的军事思想，建立了自己独具一格的国防体系。
在作战理论方面，布尔战争再次提出了关于“全民战争”的理论：每个符合服役条件的平民都是待征召的战士，平时在农场和城镇中从事自己的营生，并在一年中的某段时间里接受短期的军事训练，战争爆发后则迅速按地区集结报到，组成民团参战。对于人口和资源相对贫乏的小国来说，由于平时军队不事生产，军费糜耗甚高，不可能经常保持一支拥有一定规模的常备军，所以采取全民动员、平战结合、兵民结合的政策，可以解决一定的困难。

## 文字註釋
1. ↑  5,774人死於戰鬥; 2,107人死於受傷; 18,211人死於疾病[7]
2. ↑  3,990人死於戰鬥; 157人死於意外; 924人受傷或生病; 1,118人死於囚禁[8]

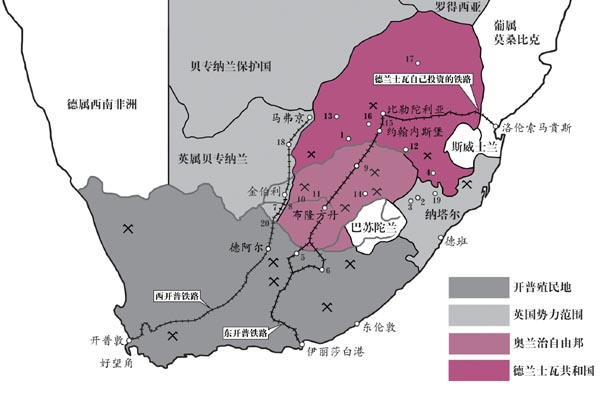
南非地区政治地图